# Country Life Acres
Country Life Acres est un village situé en banlieue centre de Saint-Louis dans le comté de Saint-Louis, dans le Missouri, aux États-Unis,. Il est incorporé en 1946.

## Démographie
Lors du recensement de 2010, le village comptait une population de 74 habitants. Elle est également estimée, en 2016, à 74 habitants.

### Source de la traduction
- (en) Cet article est partiellement ou en totalité issu de l’article de Wikipédia en anglais intitulé « Country Life Acres, Missouri » (voir la liste des auteurs).